# 克罗米尼亚
克罗米尼亚是巴西戈亚斯州的一个市镇。总面积369.917平方公里，总人口3852人，人口密度10.4人/平方公里。